# 廣州醫科大學附屬腦科醫院
广州医科大学附属脑科医院（广州市惠爱医院、广州市脑科医院、广州市精神卫生中心），曾名克爾氏醫院、广州市精神病院、广州市第十人民医院、廣州醫科大學附屬精神病醫院等，俗稱芳村傻十、芳村精神病院。位于广州市，于1898年由美国人嘉约翰在美國基督教長老會支持下以惠愛醫癲院（Ophthalmic Hospital）為名创办，是中国與亞洲第一间精神病专科医院，從建院至今已經有超過一百年的歷史。本院设芳村、江村、荔湾三个门诊以及芳村、江村两个住院部。本院亦是三級甲等精神病專科醫院、广州市首批医保定点医疗机构。
該醫院為中國最早的一家西醫精神病醫院，對研究清代時期廣州地區引入西醫學術文化有較高的歷史價值。

## 歷史沿革[9][10][11][12][13][14]

### 早期
创办人嘉约翰（John Kerr）是美国俄亥俄州基督教长老会的牧师，生于1824年，曾在美国费城Jeefferson医学院学习，于1854年间来广州行医与教学，长期担任广州医院（博济医院即现孙逸仙纪念医院）的院长。在19世纪末大陆未曾有专门收治精神病患的医疗服务机构时，无法得到帮助的患者时常受虐待、嘲笑与打骂。嘉约翰见此，决心建院帮助这类群体。虽当时遭到两广总督张之洞的阻挠，仍在芳村大沙地购得17亩地，完成志愿。
- 1898年2月28日，惠爱医癫院（惠愛醫院）正式开业[15]，初设30张病床，当日仅收治到一男一女两位病人入院。1901年初夏，克尔患病，将医院的工作交付于1900年应邀来医院工作的美国医学生肖顿（Selden）。同年8月，克尔去世，肖顿继任院长。为了纪念克尔的功绩，医院易名为「克氏精神病医院」（John Kerr's Hospitol）。1908年，医院病床总数为150张，到1912年扩展为500张。
- 1926年，当时的广州市政府将东川路普济三院的盲人院一部分改为“复性医院”，后又改为“广州市立第一神经病院”。1927年，克氏精神病院因工人罢工及经费困难，院长肖顿无法解决，遂请政府方面调处，并愿将医院一半房舍让给市政府接管，另一半租让给培英中学初中部。1927年3月1日，中華民國廣州市政府接办惠爱医院，改名广州市立第二神经病院。
- 1935年6月，广州市政府全面收购惠爱医院物业，包括二院及培英中学初中部。作价为186000银元。12月26日，市府撤销第一神经病院，两院合并易名为广州市立精神病疗养院。
- 1938年10月广州沦陷。广州市政府撤退前，委托天主教廣州代牧區代管精神病醫院。天主教派了三名修女主管全院七年有余，直到抗战胜利。
- 1946年2月1日，广州市政府卫生局正式接管医院。此后，病人及职工有所增加，至1948年增至380余人，职工增至60余人[16]。
- 1949年5月，改名為“廣州市精神病院”[16]。

### 中华人民共和国成立以后
- 1949年12月，因中華民國政府撤退至台灣，中国人民解放军广州市军事管制委员会广州市人民政府卫生局军代表苑国华于1949年12月7日接管了精神病院，並將其改名為“廣州市立精神病院”。
- 1957年10月，医院又接管中国人民救济总会广州分会第二教养院，当时有病人273人，服务队25人，后改名为芳村疗养所。
- 1958年10月，改名為“廣州市精神病防治院”。
- 1969年文化大革命期間，改名為“廣州市第十人民醫院”[16]。
- 1973年，改名為“廣州市精神病醫院”。
- 1998年6月15日，广州市精神病医院被评为“三级甲等医院”[15]。
- 2000年，获准增挂“廣州市腦科醫院”院牌。
- 2003年，改名为“广州市脑科医院”[16]。
- 2014年，复名为“广州市惠爱医院”，又名“广州医科大学附属脑科医院”、“广州市精神卫生中心”、“广州市脑科医院”[16]。
- 2018年5月6日，广州市惠爱医院芳村院区明慧楼（1号楼）正式开工[17]。
- 2020年2月5日，“广州医科大学附属脑科医院”变为本院的第一名称[18]，本院的别称变为“广州市惠爱医院”、“广州市脑科医院”、“广州市精神卫生中心”[19]。
- 2020年6月30日，广州医科大学附属脑科医院芳村院区明慧楼（1号楼）实现主体结构封顶[20][21]。
- 2021年9月29日，广州医科大学附属脑科医院芳村院区明泽楼（4号楼）正式开工[22]。
- 2022年6月26日，广州医科大学附属脑科医院芳村院区明慧楼（1号楼）正式开业[17]。
- 2022年9月24日，广州医科大学附属脑科医院芳村院区明慧楼（1号楼）脑血管病区正式开业[23]。
- 2023年9月19日，广州医科大学附属脑科医院芳村院区明慧楼（1号楼）消化内镜中心正式开业[24]。
- 2023年9月26日，广州医科大学附属脑科医院芳村院区明泽楼（4号楼）实现主体结构封顶[25][26]。
- 2024年9月26日，广州医科大学附属脑科医院芳村院区明泽楼（4号楼）正式开业[27][28][29]。
- 2024年11月29日，广州医科大学附属脑科医院芳村院区明泽楼（4号楼）睡眠与节律医学病房正式开业[30]。

## 歷史建築

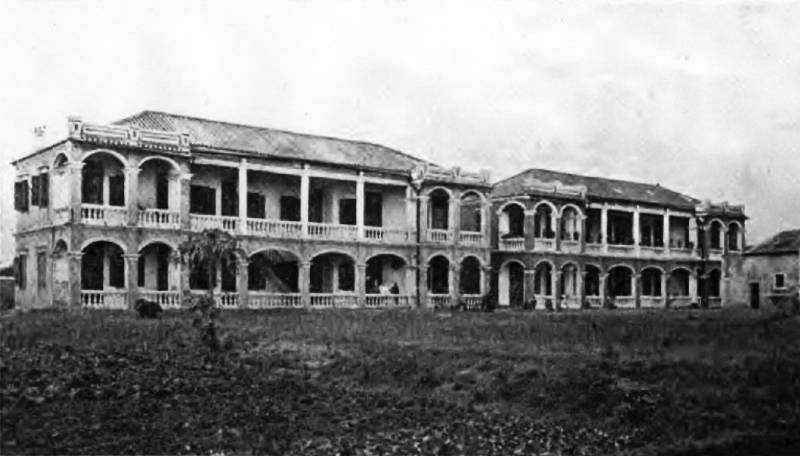
惠爱医癫院原貌

惠愛顛醫院舊址今僅存建院初期的行政辦公樓一幢，坐西北朝東南，兩層磚混結構的券廊建築，長21.1米，寬15米，建築佔地面積316.5平方米。兩層用簡潔方柱、四周券拱式柱廊圍繞，設瓶式欄杆，外牆紅磚砌築。在20世紀90年代修繕時，外牆改貼紅色瓷磚。
在廣州市文化廣電新聞出版局管轄的市文物保護單位名錄中，「惠愛醫癲院」被寫作「惠愛顛醫院」。

## 設立科室
- 精神分裂症科（成人精神科（一））[32]
- 神经内科
- 心理科
- 情感障碍科
- 神经外科
- 睡眠障碍科
- 老年精神科
- 早期干预科
- 康复科
- 司法鉴定所
- MECT
- ICU
- 社区精神科
- 物质依赖科
- 心理危机研究与干预中心
- 放射影像科
- 感染管理科
- 超声心电科
- 精神病防治所

## 下屬機構
- 广州市心理危机研究与干预中心
- 广州市药物依赖治疗康复研究所
- 医院司法鉴定所等机构
- 精神卫生研究所
- 神经电生理研究室[6]

## 文化影響
由於芳村惠愛醫癲院是廣州第一家精神病院，廣州人常把「芳村」一詞與精神病院畫上等號。「去芳村」這個用語除了有「去芳村這個地方」的意思外，亦暗含着謾罵他人的意思，意味着一個人有精神問題。而在2000年代初，曾出現「芳村需要你」、「芳村歡迎你」這些新派詞匯，當時一些學生也以「芳村」為綽號互相戲弄對方。由於2000年後外地人口增加，現時這些表達已經不再常見，「傻十」亦只停留在九十年代前出生的廣州本地人口中，但「芳村」在九十年代出生的本地人中仍然有較高的知名度。

## 外部連結
- 廣州市腦科醫院
- 名医篇·黄宽 西医的“孵化”与科学精神的贯注 （页面存档备份，存于）
- The First Mental Hospital in China - 美国国家生物技术信息中心

23°5′53.20″N 113°14′21.77″E / 23.0981111°N 113.2393806°E